# الكونت الأخضر

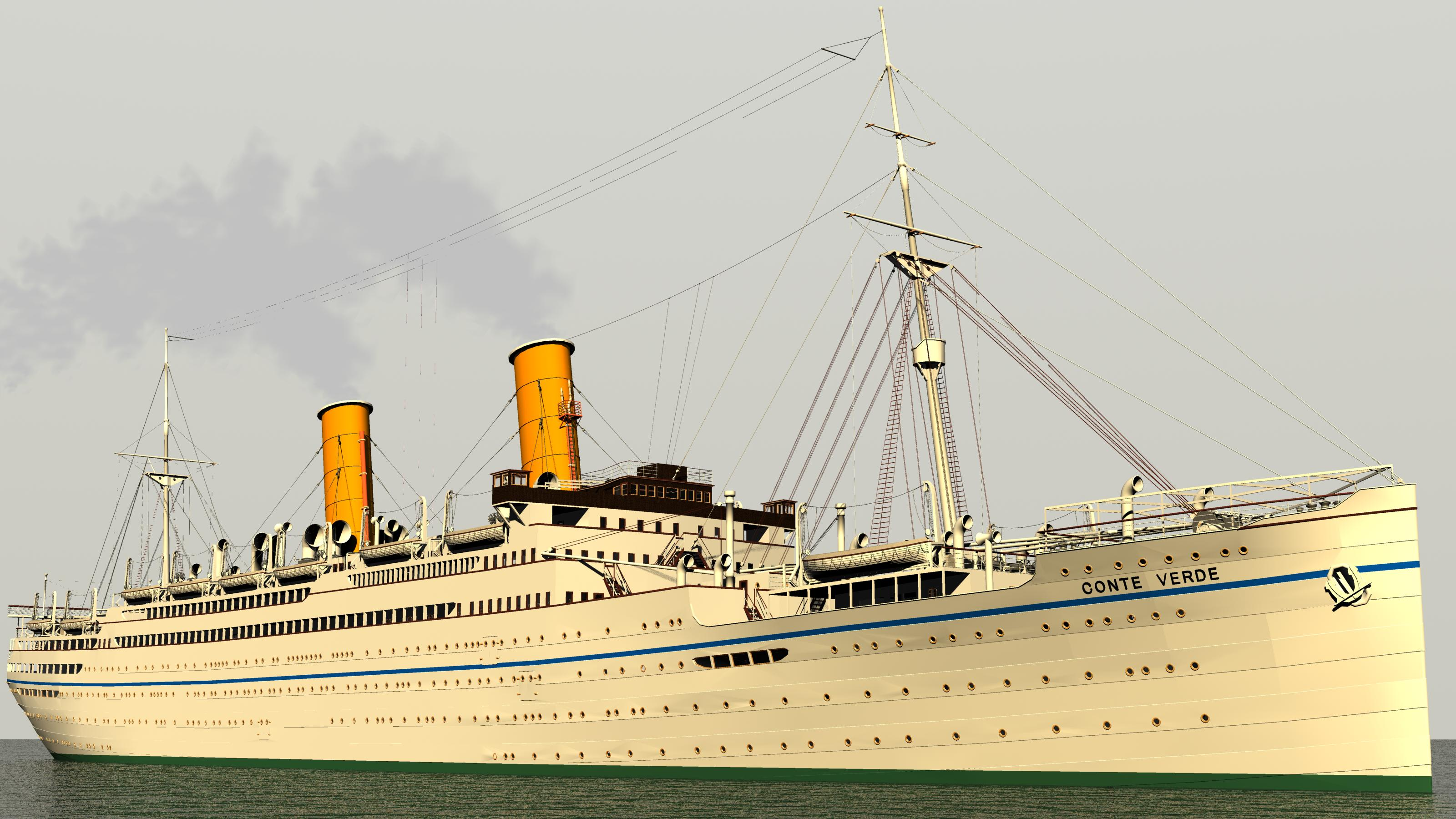

الكونت الأخضر سفينة إيطالية عابرة للمحيطات في بدايات القرن العشرين .
تم بنائها في سنة 1923 وبلغ وزنها 18765 طن . في البداية كان خط سيرها ما بين مدينتي جنوة ونيويورك . بعد انتقالها إلى ملكية شركة أخرى تحول خط سيرتها اعتبارا من سنة 1932 ما بين مدينتي ترييستي وشانغهاي .
بالنسبة إلى المناسبات الرياضية فإنه تم استخدام السفينة لنقل بعثة منتخبات رومانيا ، فرنسا ، بلجيكا ، والبرازيل إلى الأوروغواي حيث مقر إقامة بطولة كأس العالم الأولى سنة 1930 . صعدت بعثة منتخب رومانيا من ميناء مدينة جنوة وبعثة منتخب فرنسا بما فيهم رئيس الاتحاد الدولي لكرة القدم آنذاك جول ريميه من ميناء مدينة فيلفرانش سور مير وبعثة منتخب بلجيكا من ميناء مدينة برشلونة وبعثة منتخب البرازيل من ميناء مدينة ريو دي جانيرو بالإضافة إليهم فقد انضم 3 حكام ساحة وهم جان لانغينوس، هينري كريستوف، وتوماس بالواي وكأس البطولة .

## الغرق
نتيجة الهدنة التي حدثت في إيطاليا سنة 1943 تم قطر السفينة إلى ميناء مدينة شانغهاي من قبل الجيش الإيطالي من أجل منع الجيش الياباني من مصادرتها ولكن استطاع الجيش الياباني استعادة السفينة في نفس السنة . تم أخذ السفينة إلى اليابان من أجل إصلاحها وتحويلها إلى سفينة نقل بضائع . على الرغم من ذلك فإنه في سنة 1944 غرقت للمرة الثانية والأخيرة بعدما ألقت عليها القوات الأمريكية قنبلة بالقرب من مدينة كيوتو .